# Ершов, Александр Николаевич
Александр Николаевич Ершов (1981, Москва, РСФСР, СССР — 2000-е, Москва, Россия) — российский серийный убийца, совершивший в период с октября по декабрь 1997 года серию из 4 убийств, сопряжённых с изнасилованиями, и 2 покушений на территории Москвы и Московской области. Исключительность делу Ершова придаёт тот факт, что на момент серии убийств ему было всего лишь 16 лет. Он является одним из самых юных серийных убийц в новейшей истории России. Большинство преступлений совершил на территории лесного массива «Лосиный Остров», вследствие чего СМИ и правоохранительные органы дали ему прозвища «Лосиноостровский маньяк» и «Чикатило из Лосиного Острова».

## Биография

### Детство
Александр Ершов родился в 1981 году в Москве. Его отец Николай Ершов неоднократно сталкивался с системой уголовного правосудия. Незадолго до рождения сына он был в очередной раз осуждён и на момент появления на свет Александра находился в местах лишения свободы, вследствие чего воспитанием Александра занималась только его мать. Уже с ранних лет Ершов стал демонстрировать признаки психического расстройства и сексуальных девиаций. Семья Ершова проживала недалеко от лесного массива «Лосиный Остров», где он проводил практически всё свободное время. Во время посещения детского сада у Ершова были выявлены проблемы с коммуникабельностью и интровертность, вследствие чего он практически не общался ни с кем из детей. Будучи учеником начальных классов, Александр Ершов стал демонстрировать патологически повышенное сексуальное влечение к девочкам. Он неоднократно был замечен в женском туалете во время подглядывания за девочками, а также постоянно подвергал их сексуальным домогательствам, в частности задирал им юбки, за что постоянно подвергался дисциплинарным взысканиям со стороны администрации школы. В возрасте 12 лет на уроке физкультуры в 5-м классе Ершов развязал одной из своих одноклассниц топик, обнажив ей грудь на глазах других одноклассников. Девочка в этот момент играла в баскетбол и не успела удержать его в руках. Заработав репутацию хулигана, Ершов начал страдать комплексом превосходства, вследствие чего открыто выражал презрение по отношению к педагогическому составу школы и своим ровесникам. В этот период из-за ухудшения отношений с одноклассниками и другими учениками школы Ершов стал подвергаться физическим нападкам с их стороны и несколько раз был сильно избит. Из-за многочисленных прогулов и хронической неуспеваемости в 1995 году 14-летний Ершов был переведён в спецшколу для слаборазвитых детей, однако после этого он окончательно забросил учебный процесс. Начиная с 14-летнего возраста, Ершов стал заниматься мастурбацией, используя в качестве предмета для сексуального возбуждения нижнее бельё своей матери. После того как его мать начала находить в его вещах своё нижнее бельё, испачканное семенной жидкостью, между ними произошёл конфликт. На пике конфликта в один из дней Ершов вбежал на кухню квартиры и начал мастурбировать на глазах матери, а услышав упрёки, эякулировал спермой ей в лицо, после чего психическое состояние Ершова резко ухудшилось, и он стал совершать нападения на людей на территории лесного массива «Лосиный остров», выбирая в качестве жертв девушек и женщин.

### Убийства
Первое убийство Александр Ершов совершил 8 октября 1997 года на заброшенной тропинке «Лосиного Острова». Его жертвой стала 20-летняя студентка медицинского училища Светлана Васенкова. Ершов нанёс ей около 40 ножевых ранений, изнасиловал, после чего в качестве «трофеев» забрал у неё нижнее бельё и студенческий билет.
Спустя месяц, 9 ноября Ершов совершил убийство в парке «Сокольники». Жертвой стала 60-летняя Мария М., которая также погибла от ножевых ранений. При этом убийство отличалось по почерку. Одежда на жертве осталась нетронутой. Поодаль нашли вещи потерпевшей — женскую сумочку, пенсионное удостоверение, газовый баллончик, ключи от квартиры и 50 тысяч рублей. Причина была в том, что Ершов увидел женщину со спины и не предполагал, что той уже пошёл седьмой десяток, а из-за её стройной фигуры и лёгкой походки маньяк принял пожилую даму за юную девушку, а когда понял, что ошибся, не стал проделывать с телом жертвы никаких постмортальных манипуляций.
18 ноября его жертвой стала 36-летняя врач Центральной клинической больницы Наталья Дарькина. Во время нападения Ершов нанёс ей множество колото-резаных ран, от осложнения которых она скончалась. Убив женщину, Ершов произвёл над её телом постмортальные манипуляции, в ходе которых отрезал ей обе груди. На следующий день, 19 ноября, в Измайловском парке было найдено тело 20-летней Оксаны С., убитой с похожим почерком, но причастность Ершова к данному преступлению впоследствии не подтвердилась, а настоящим убийцей оказался знакомый жертвы, маскировавшийся под «Лосиноостровского маньяка».
Спустя 10 дней, 28 ноября Ершов совершил последнее убийство: зарезал старшего научного сотрудника Российской академии наук Елену Неферову. Охотничьим ножом Ершов нанёс ей несколько десятков ножевых ранений, после чего в качестве «трофея» отрезал ей безымянный палец с обручальным кольцом, который унёс с собой.

### Арест, следствие и суд
Помимо убийств, Александр Ершов совершил ещё по меньшей мере 3 грабежа и 2 разбоя, включая 2 покушения на убийство. После одного из них он был задержан. В декабре (по разным источникам, 19 или 27 декабря) на территории лесного массива «Лосиный остров» он напал на 24-летнюю Людмилу Б., которой нанёс 2 удара ножом — в голову и предплечье, однако нож сломался. Тогда преступник вырвал из рук жертвы сумку и сбежал. Свидетелем нападения стала Татьяна Пашина, которая помогла потерпевшей добраться до больницы, а после явилась в отделение милиции и написала заявление о случившемся с подробным описанием внешности маньяка. Расследованием преступлений Ершова занималась начальник следственного отдела прокуратуры Восточного округа Москвы Людмила Наталина, которая после получения показаний Татьяной Пашиной распорядилась распространить фоторобот преступника в разных районах Москвы, на территории которых находятся части лесного массива «Лосиный остров». Вскоре в милицию поступили звонки от нескольких человек, которые по фотороботу опознали в качестве преступника Александра Ершова, на основании чего он был задержан в тот же день.
В ходе допросов он признался в совершении лишь 2 убийств, а остальное отрицал, однако следствию удалось доказать его причастность и ко всем остальным преступлениям. В последующие месяцы Ершов под конвоем этапировался на места совершения убийств для проведения следственных экспериментов, целью которых было воспроизведение опытным путём действий, обстановки и других обстоятельств, связанных с совершением преступлений. На допросах Ершов заявил, что лесной массив «Лосиный Остров» для его восприятия имел сакральное значение. Он поведал, что, начиная с 8-летнего возраста, его по необъяснимой причине тянуло в этот лесной массив, где он проводил время целыми днями, рисовал подробные планы местности, после чего склеивал их в рулоны. При обыске в его квартире представители правоохранительных органов обнаружили около 200 карт «Лосиного острова». Согласно показаниям следователей, Ершов на допросах заявил, что мотивом убийств послужило патологическое влечение к убийствам. Из протокола допроса обвиняемого:
Хотел повторить «подвиги» Чикатило. Это мой кумир.
В середине 1998 года адвокат Александра Ершова подал ходатайство о проведении судебно-медицинской экспертизы для установления степени его вменяемости, которое было удовлетворено. В конце 1998 года он был этапирован в «Государственный национальный центр социальной и судебной психиатрии имени Сербского», где на протяжении последующих нескольких месяцев с ним работали специалисты. На основании результатов ряда психиатрических экспертиз было установлено, что Александр Ершов страдает шизофренией в особо опасной форме, из-за чего в момент совершения преступлений он не мог осознавать характер и общественную опасность своих действий. Из постановления судебно-медицинской экспертизы:
У Ершова А. Н. выявлены следующие симптомы: наличие шизофренического процесса; садизм в стадии формирования; задержка полового созревания.
На основании этого в августе 2000 года по определению коллегии Московского городского суда Александр Ершов был признан невменяемым, освобождён от уголовной ответственности и направлен на принудительное лечение в психиатрическую клинику с интенсивным наблюдением.

### Дальнейшая судьба
В ноябре 2019 года на Бумажной просеке в лесном массиве «Лосиный остров» был найден труп молодой девушки с 10 ножевыми ранениями. Тело жертвы было обнаружено в бетонной трубе посреди леса, после чего среди жителей районов Москвы, прилегающих к лесному массиву, где было совершено убийство, стали распространяться сведения о том, что суд принял решение о выписке Александра Ершова, после чего он вернулся в Москву и снова стал совершать убийства, однако эти сведения не подтвердились.
В 2025 году выяснилось, что Ершов покончил с собой вскоре после вынесения приговора. Об этом ранее упоминал Николай Модестов в своей книге «Серийные убийцы».

## В массовой культуре
- Документальный фильм «Карта зверя» из цикла «Настоящий детектив» (2025)[8]